# Râciu
Râciu alte Schreibweise Rîciu [ˈrɨt͡ʃiu] (veraltet Riciul de Câmpie; ungarisch Mezőrücs) ist eine Gemeinde im Kreis Mureș in der Region Siebenbürgen in Rumänien.
Der Ort ist auch unter der ungarischen Bezeichnung Rücs bekannt.

## Geographische Lage

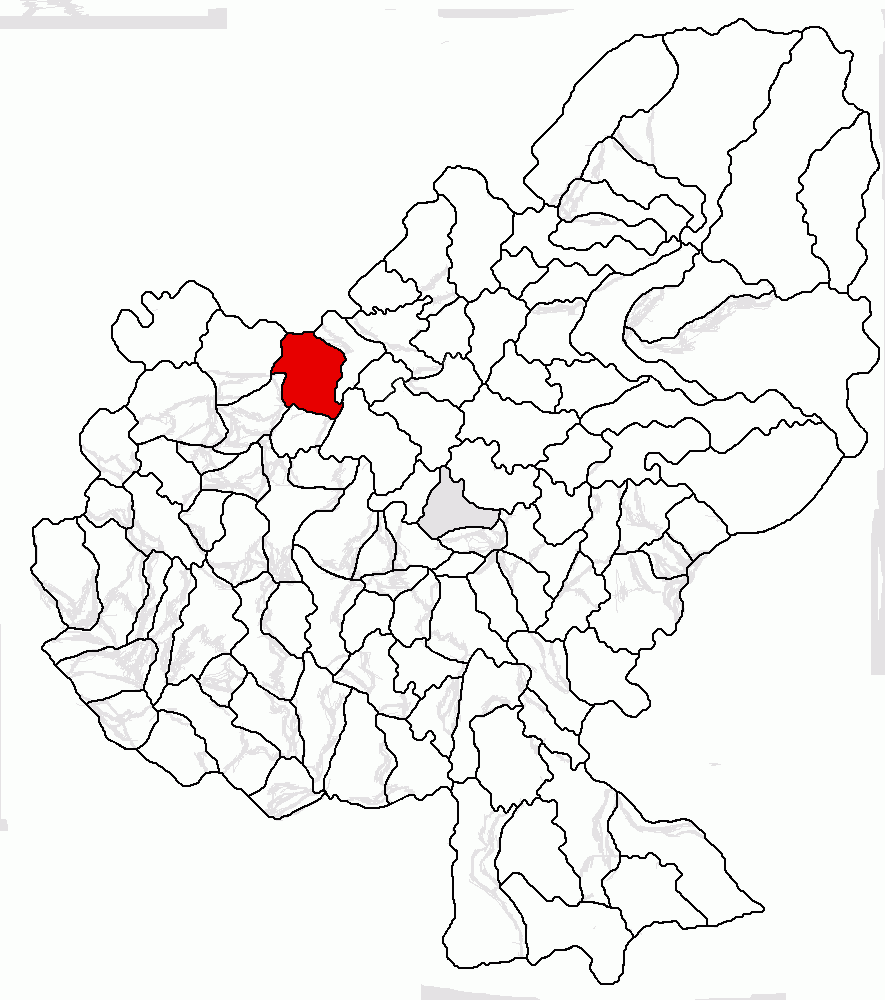
Lage der Gemeinde Râciu im Kreis Mureș

Die Gemeinde Râciu mit ihren 15 Dörfer und Weiler liegt im Siebenbürgischen Becken im Westen des Kreises Mureș. Am Oberlauf der Lechința ein rechter Zufluss des Mureș (Mieresch) und dem Drum național 15E befindet sich der Ort Râciu 26 Kilometer nordwestlich von der Kreishauptstadt Târgu Mureș (Neumarkt am Mieresch) entfernt.
Ab Râciu fährt die Schmalspurbahn Mocănița Transilvaniei nach längerer Stilllegung erneut im Frühjahr 2017 in nördliche Richtung auf etwa 35 Kilometer bis in den Ort Teaca im Kreis Bistrița-Năsăud.

## Geschichte
Der Ort Râciu wurde 1305 erstmals urkundlich erwähnt und war im Mittelalter ein rumänisches Knesendorf. Im eingemeindeten Dorf Sânmărtinu de Câmpie (Martelsfeld) wurde ein archäologischer Fund in die Römerzeit datiert.
Im Königreich Ungarn gehörte die Gemeinde dem Stuhlbezirk Maros felső (Ober-Maros) im Komitat Maros-Torda und anschließend dem historischen Kreis Mureș und ab 1950 dem heutigen Kreis Mureș an.

## Bevölkerung
Die Bevölkerung der Gemeinde Râciu entwickelte sich wie folgt:
| 1850 | 2.839 | 2.247 | 385 | 7 | 173            |
| 1920 | 3.894 | 3.356 | 470 | - | 68             |
| 1966 | 6.442 | 5.911 | 351 | 2 | 178            |
| 2002 | 3.752 | 3.343 | 119 | - | 290            |
| 2011 | 3.748 | 3.274 | 97  | - | 377            |
| 2021 | 3.289 | 2.610 | 46  | 2 | 631 (191 Roma) |

Seit 1850 wurde auf dem Gebiet der heutigen Gemeinde die höchste Einwohnerzahl und gleichzeitig die der Rumänen 1966 registriert. Die höchste Anzahl der Magyaren (995) 1941, der Roma (290) 2002 und die der Rumäniendeutschen wurde 1850 ermittelt.

## Sehenswürdigkeiten
- Im eingemeindeten Dorf Nima Râciului (ungarisch Néma) die Holzkirche um 1800 errichtet,[8] steht unter Denkmalschutz.[9]
- Im Kloster des eingemeindeten Dorfes Sânmărtinu de Câmpie, die Holzkirche im 17. Jahrhundert errichtet, steht unter Denkmalschutz.[9]

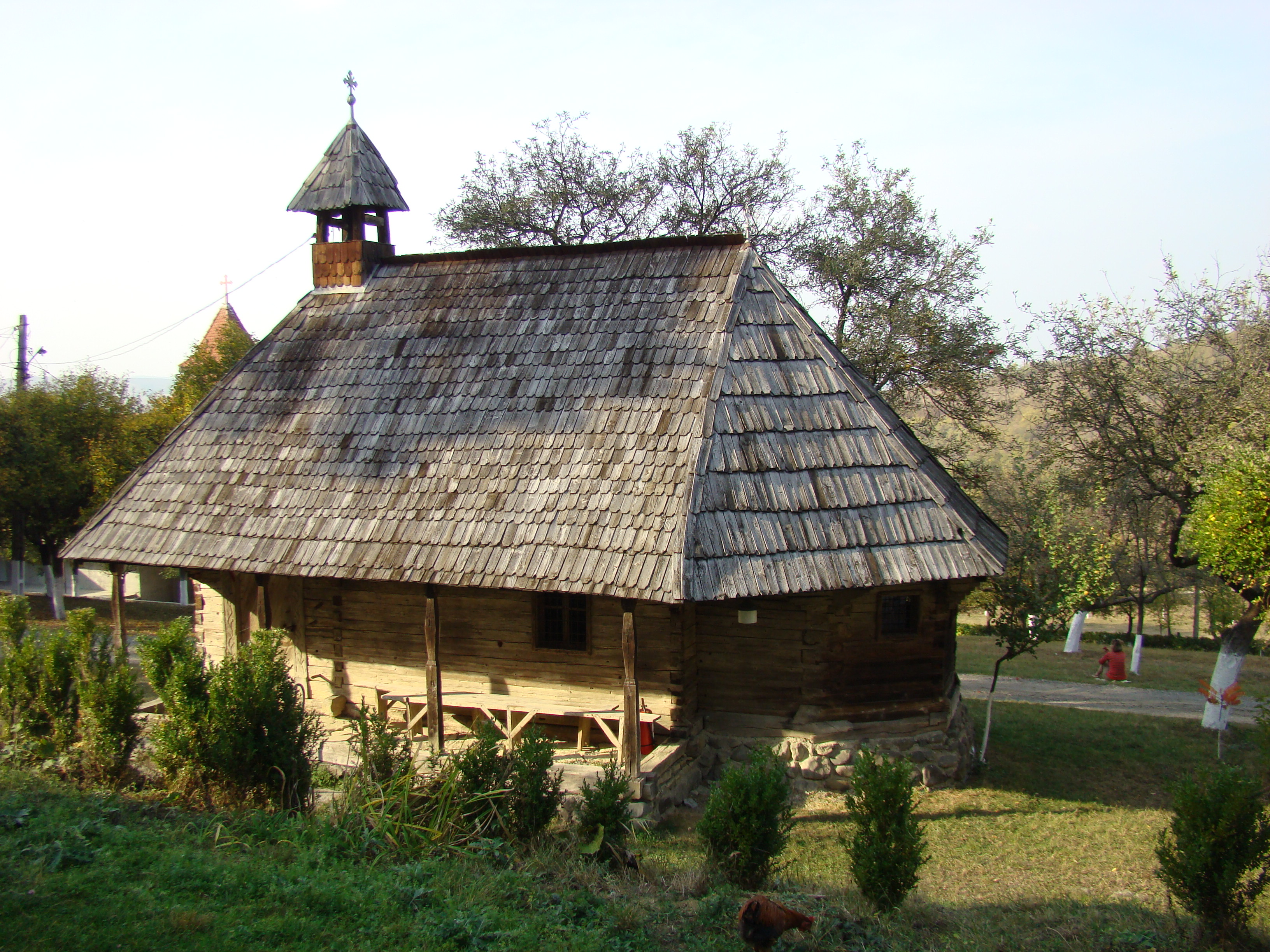
Holzkirche in Sânmărtinu de Câmpie
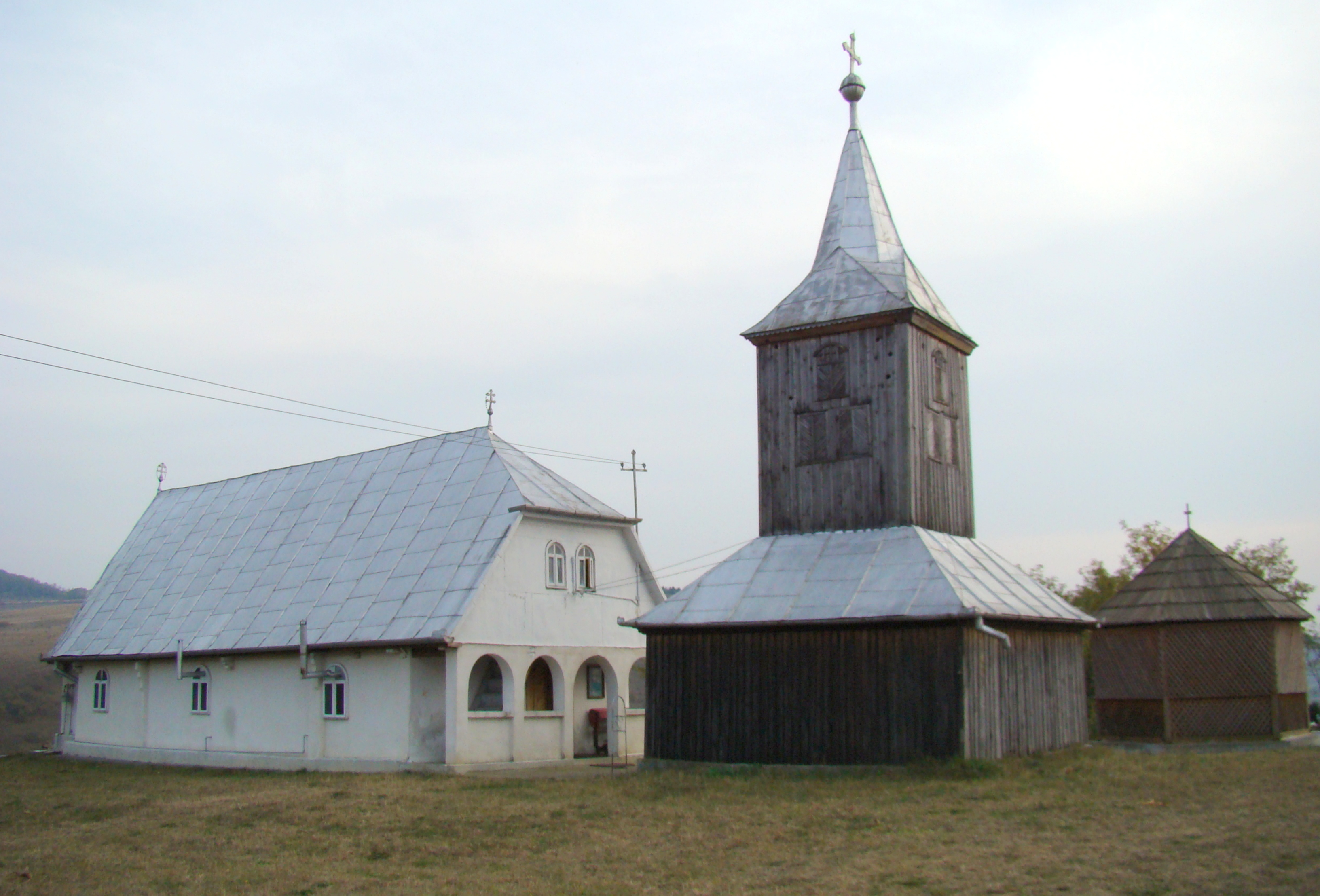
Holzkirche in Nima Râciului

## Persönlichkeiten
- Gheorghe Șincai (1754–1816), Theologe und Historiker